# کلیسای تمپلی‌آوکیو
کلیسای تِمپِّلی‌آوکیو (انگلیسی: Temppeliaukio Church)، (فنلاندی: Temppeliaukion kirkko, سوئدی: Tempelplatsens kyrka)
یک کلیسای لوتری واقع در محله تولو در هلسینکی مرکز فنلاند است. این بنا توسط معماران فنلاندی برادران سوئومالاینِن طراحی و در سال ۱۹۶۹ افتتاح شد. در معماری این بنا مستقیماً از سنگ به عنوان مصالح اصلی استفاده شده در واقع برای ساخت کلیسا عملیات حفاری انجام شد و سنگ‌ها تراش خوردند. از این رو تمپلی‌آوکیو به کلیسای سنگی یا کلیسای صخره‌ای نیز مشهور است. در دیواره کلیسا شکافی متعلق به عصر یخبندان وجود دارد که از آن به عنوان محراب استفاده می‌شود. شهروندان هلسینکی به این کلیسا، میدان معبد هم می‌گویند.

## پیشینه
برای محله تولو از اوایل قرن ۳۰ ساخت یک کلیسا توسط شورای شهر در نظر گرفته شده بود. برای این منظور معمار فنلاندی یوهان سیگفرید سیرن، معمار پارلمان فنلاند، در سال ۱۹۳۱۱ طرحی را ارائه داد که مورد قبول واقع شد. با این همه به دلیل شروع جنگ جهانی دوم عملاً شروع این پروژه متوقف شد.
۲ دهه بعد از جنگ برادران سوئومالاینن طراحی جدیدی برای کلیسا ارائه دادند. به دلایل اقتصادی، فضای داخلی کلیسا به حدود یک چهارم نقشه اصلی آن کاهش یافت. در فوریه ۱۹۶۸ عملیات ساخت بنا آغاز و در سپتامبر ۱۹۶۹ به پایان رسید.

## معماری

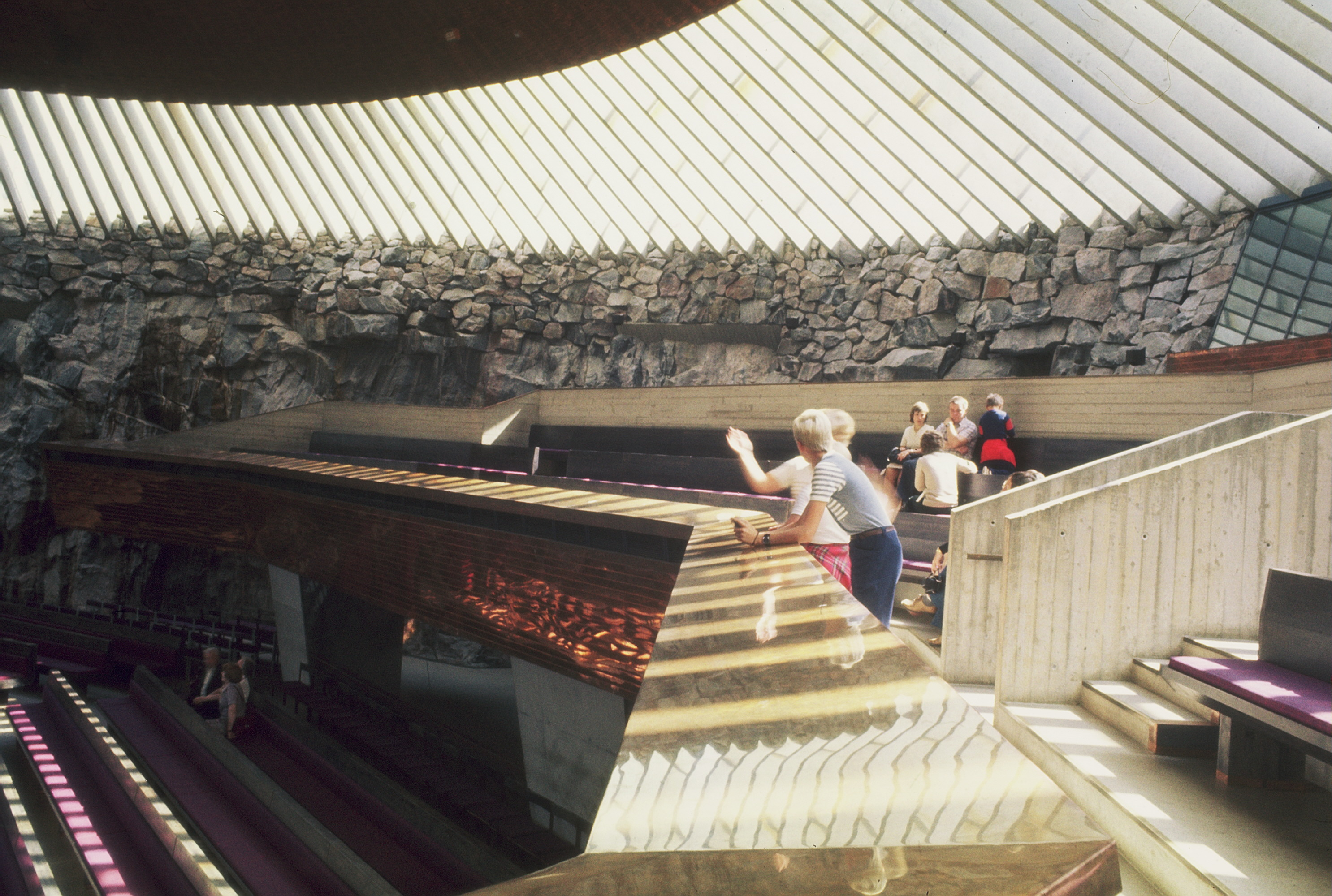
نمای داخلی از بالکن کلیسا

فضای داخلی حفاری شده از سنگ دیواره کوه است. روشنایی کلیسا با نور طبیعی که از طریق نورگیر اطراف گنبد مسی مرکزی وارد می‌شود قابل تأمین است. نکته مهم وجود دیواره‌های سنگی به مثابه سیستم آکوستیک است که برای انعکاس صدا و موزیک مناسب است. انتخاب منحصر به فرد فرم در این بنا، آن را در بین متخصصان و علاقه‌مندان به معماری مورد پسند قرار داده‌است. ارگ مخصوصی برای این کلیسا ساخته شده و هیچ زنگی در کلیسا وجود ندارد. ضبط زنگ‌های ساخته شده از طریق بلندگوها بر روی دیوارهای خارجی کلیسا پخش می‌شود.

## گردشگری
کلیسای تمپلی‌آوکیو یکی از محبوب‌ترین جاذبه‌های گردشگری هلسینکی محسوب می‌شود و سالانه نیم میلیون نفر از آن بازدید می‌کنند. این کلیسای سنگ‌تراش خورده در قلب هلسینکی واقع شده‌است.

## نگارخانه

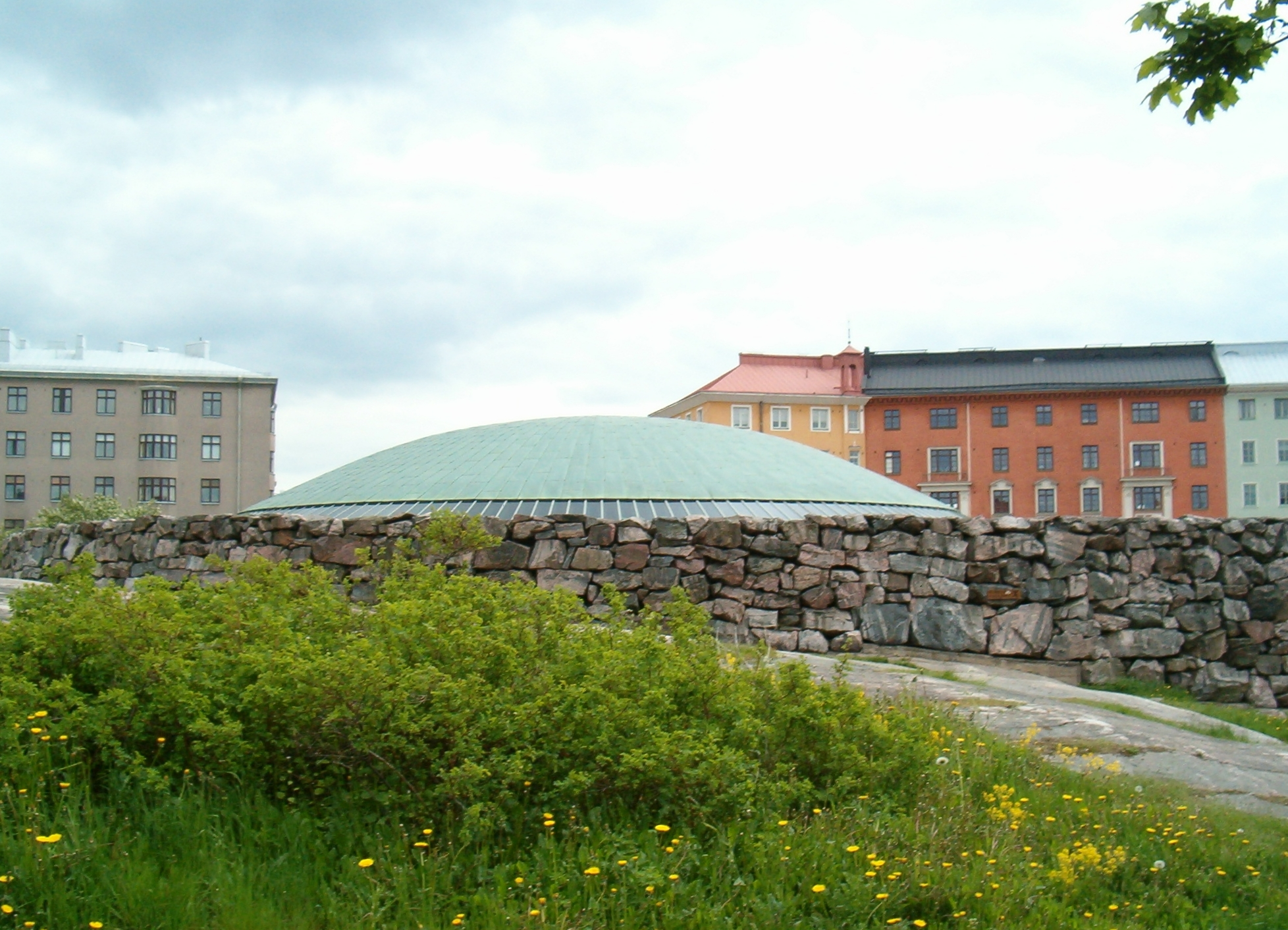
سقف گنبد مسی کلیسا
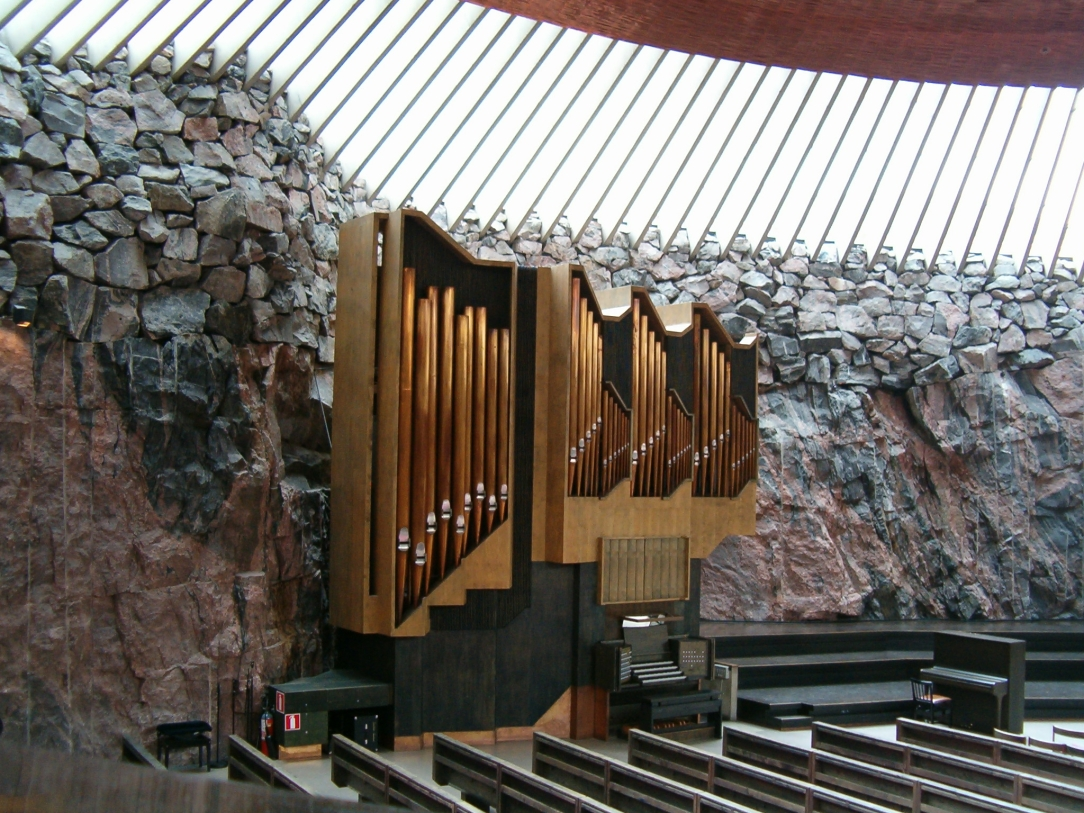
نمایی از بالا از ارگ منحصربفرد کلیسا
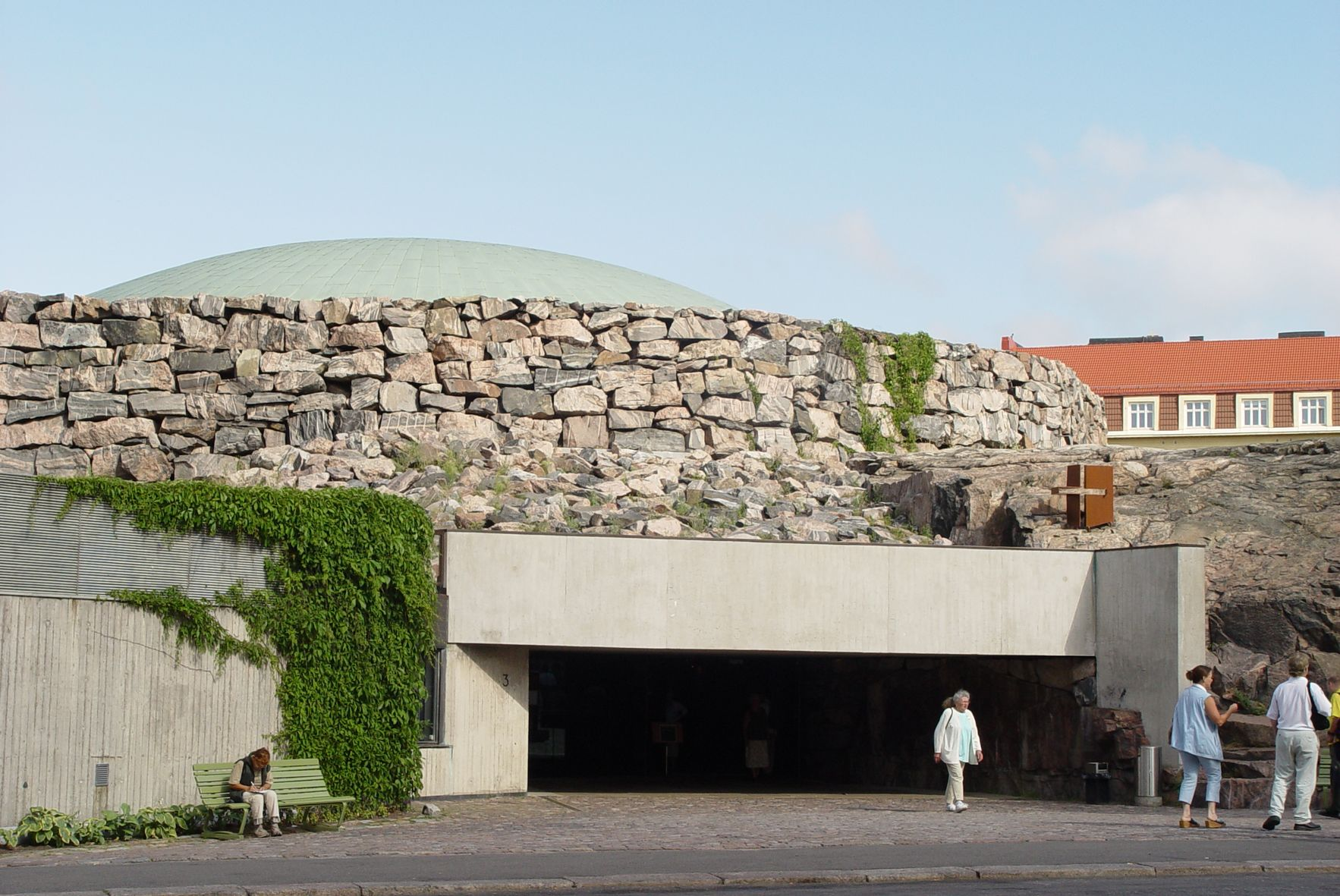
ورودی کلیسا
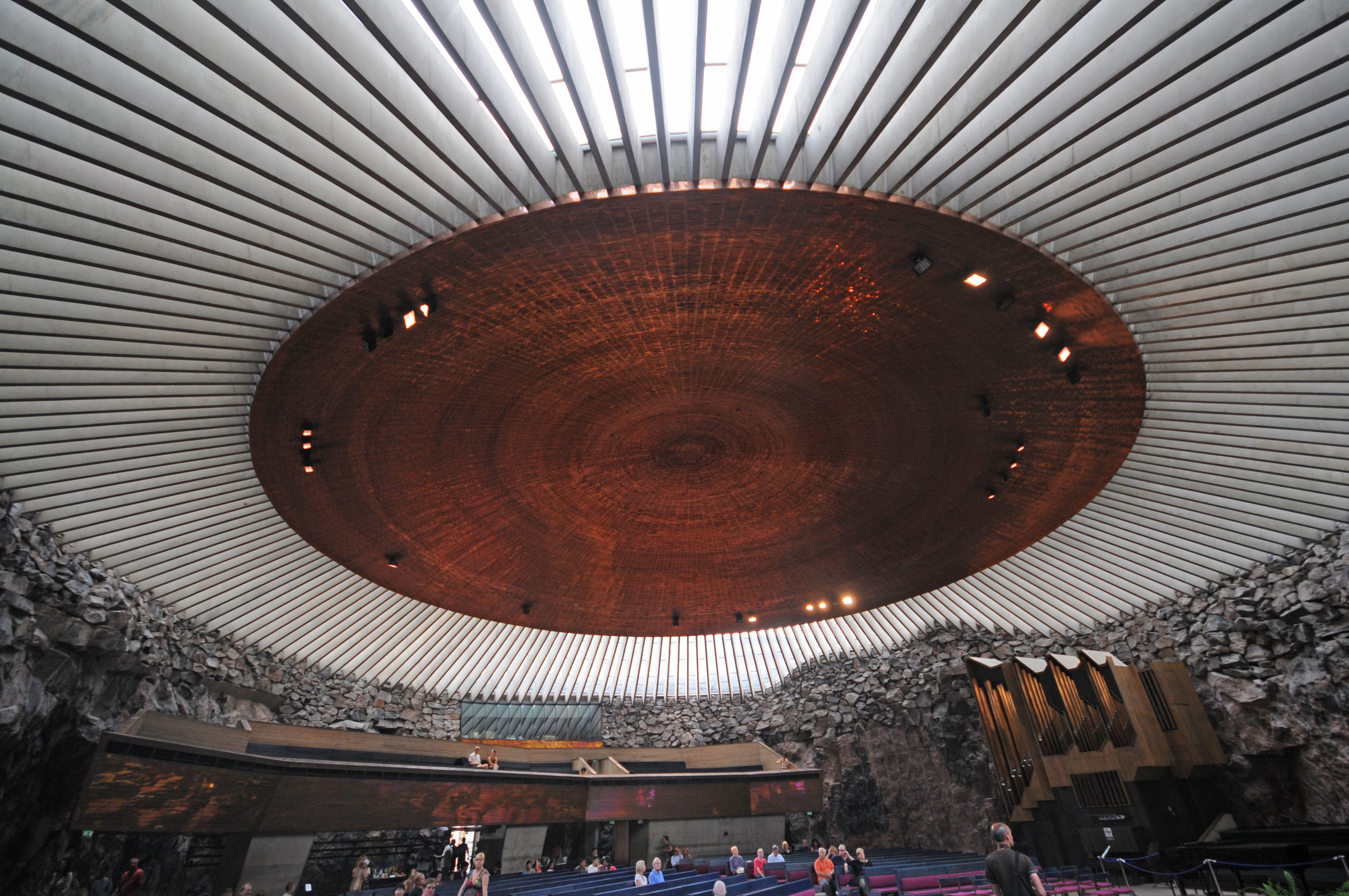
زیر سقف مسی کلیسا
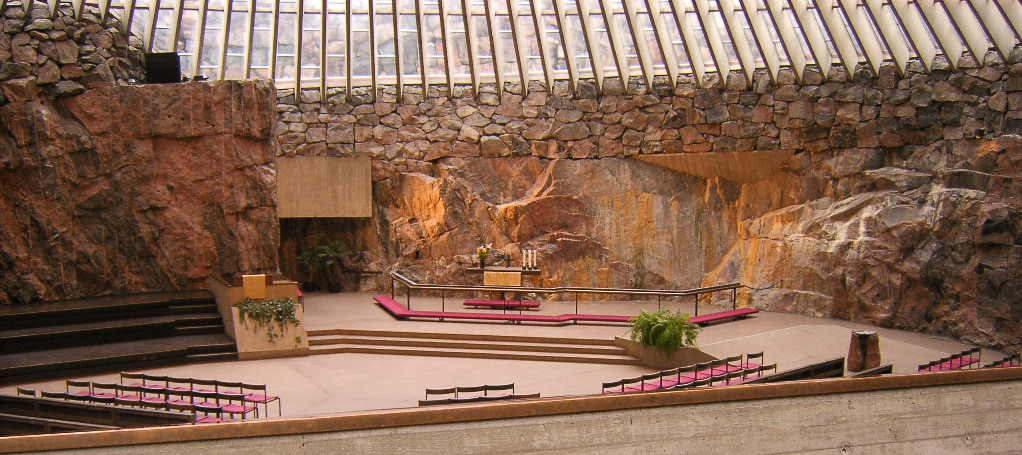
شکافی در عصر یخبندان که به عنوان محراب استفاده می‌شود
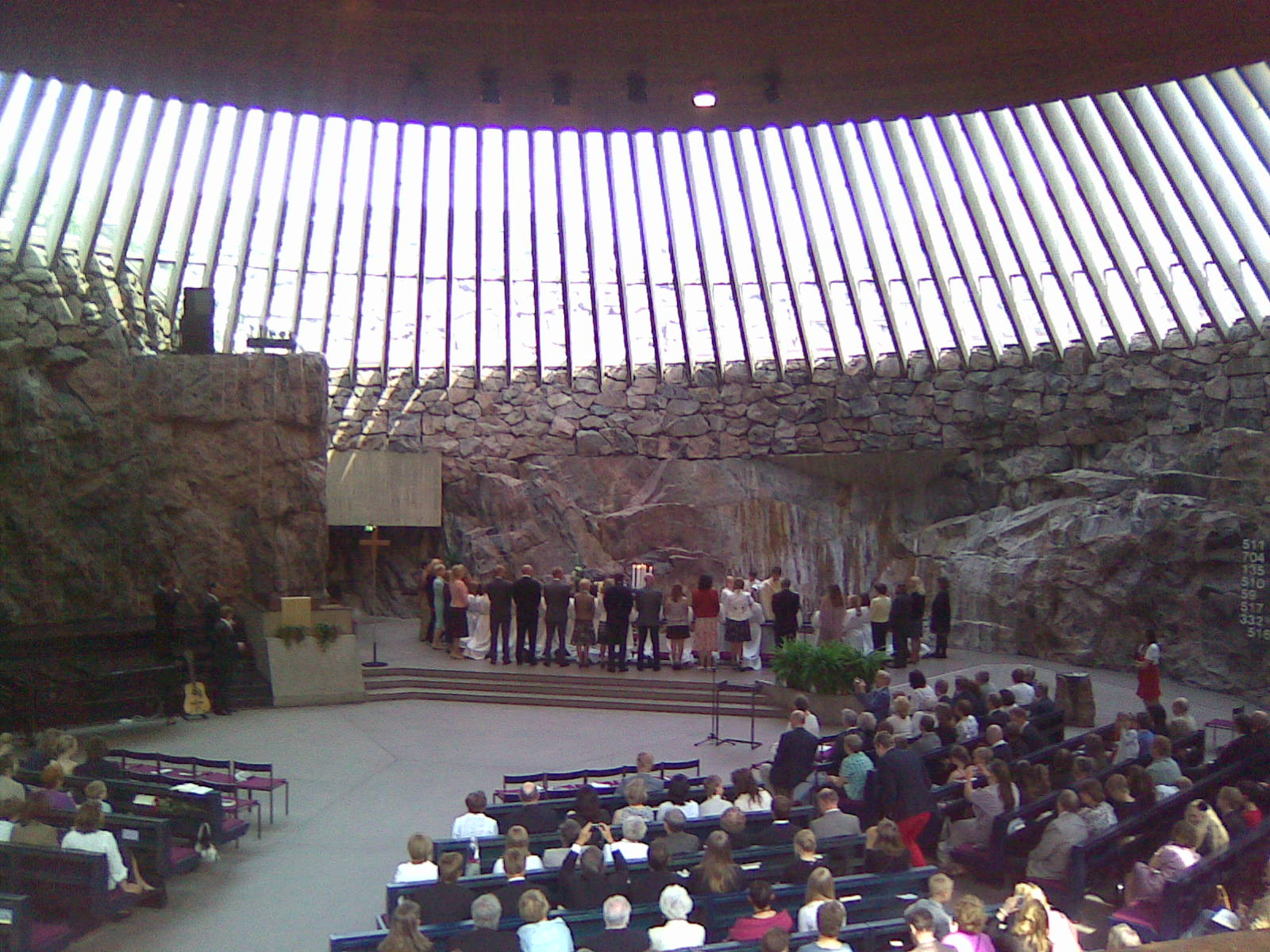
یک مراسم با حضور پیروان لوتریانیسم